# Fox Kids
Fox Kids — дитячий розважальний телеканал. 31 грудня 2002 р. телеканал разом з всією імперією «Fox Family» був проданий компанії Disney, а через 3 роки був змінений на «Jetix».
Засновник каналу — Хаїм Сабан.

## Історія
Fox Kids був створений в США 8 вересня 1990 року. 31 грудня 2002 року був проданий Walt Disney Company. За рішенням Disney, телеканал був закритий в США, замість чого на телеканалі FOX з'явився блок «FoxBox», але в інших країнах Fox Kids продовжував існування. Згодом у європейську версію каналу був введений блок під назвою Jetix, який транслювався з 15:00 до 19:00. У 2005 році Fox Kids був закритий і замінений на Jetix. Паралельно в листопаді 2003 року був створений телеканал Fox Kids Play, орієнтований на молодшу аудиторію, який був замінений на Jetix Play одночасно із закриттям Fox Kids. У 2012 році був запущений ранковий блок Fox Kids на фінляндському FOX.

### 1990—2002 роки
8 вересня 1990 р. Хаїм Сабан заснував Fox Children's Productions.
У 1991 р. телекомпанія змінила назву на Fox Kids Network.
26 січня 1997 р. телеканал отримав назву Fox Kids.
Також телеканал змінив логотип.

### 2002—2005 роки
- 31 грудня 2002 року Хаїм Сабан продав імперію «Fox Family» компанії The Walt Disney Company.
- 8 січня 2004 р. компанії ABC Cable Networks Group, Fox Kids Europe N.V. і Fox Kids Latin America оголосили про запуск Jetix як назви для їх спільного програмного альянсу в усьому світі. Програмні блоки під новою назвою Jetix почали транслюватися в США в лютому у ранкових ефірах телеканалів ABC Family і Toon Disney в прайм-тайм. Телеканали Fox Kids в Європі і на Близькому Сході почали трансляцію програмних блоків під новою назвою Jetix у квітні, а перейменування назви телеканалів Fox Kids на «Jetix» було розпочато восени 2004 року. У середині 2004 року перейменування телеканалів Fox Kids на Jetix сталося і в Латинській Америці, включаючи Бразилію. Fox Kids Russia, російська версія Fox Kids був перейменований у Jetix Russia у 2005 році.